# Mark 77

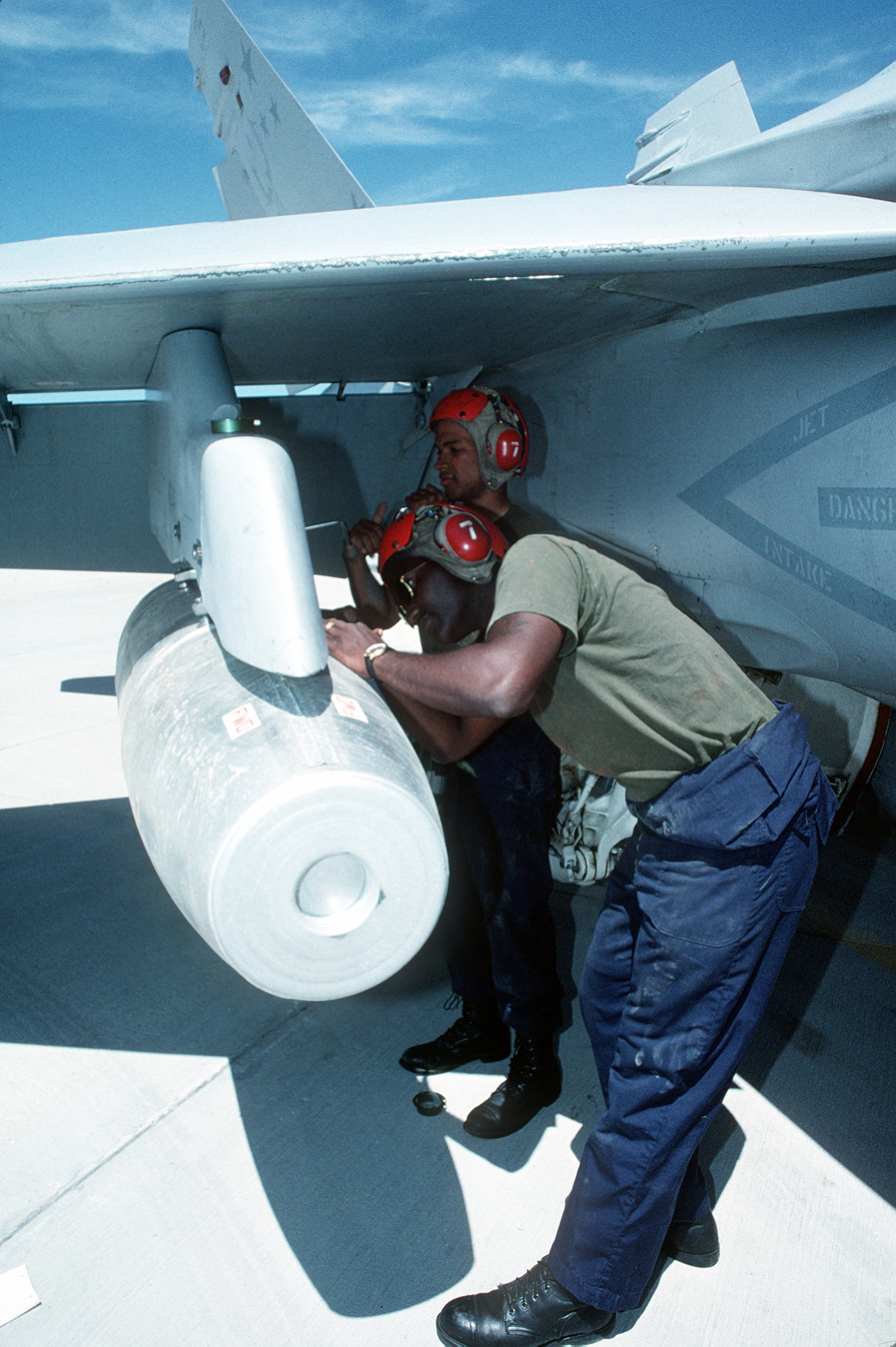
Mark 77 die aan boord van een FA-18 jachtbommenwerper wordt geladen

De Mark 77 (ook wel Mk-77) is een 340 kilogram zware brandbom die 415 liter brandstofmengsel bevat en als de directe opvolger van napalm wordt gezien. Deze bommen worden vanuit een vliegtuig afgeworpen.
Ongeveer 500 van deze Mk-77s werden door het Amerikaanse leger gebruikt tijdens de Eerste Golfoorlog naar beweerd wordt voornamelijk op Iraakse met olie gevulde loopgraven. Dertig Mk-77s werden gebruikt tijdens de invasie in Irak in 2003. 
Het gebruik van brandbommen tegen burgerdoelen is verboden volgens de VN Conventie over bepaalde conventionele wapens. De VS hebben deze conventie niet getekend maar hebben wel het gebruik van napalm gestopt ten gunste van het gebruik van Mk-77. Alleen de legermachten van Rusland en de Verenigde Staten hebben brandbommen zoals de Mk-77 in hun arsenaal.
Het Pentagon beweert dat Mk-77 minder impact heeft op het milieu. Het werkzame bestanddeel verschilt van het napalm zoals gebruikt in de Vietnamoorlog in die zin dat het is gebaseerd op kerosine en een polystyreen-achtige gel die een oxiderende stof zou bevatten. Dit maakt het nog moeilijker om de stof te blussen na ontbranding. De officiële naam van de napalmbommen gebruikt tijdens de Vietnamoorlog was Mark 47. De huidige Mk-77s worden in Amerikaanse militair jargon napalm genoemd.  
Het United States Department of Defense informeerde de Minister van Defensie van het Verenigd Koninkrijk incorrect over het gebruik van Mk-77 in Irak. Die informeerde daarop in januari 2005 het Parlement van het Verenigd Koninkrijk verkeerd waarvoor hij later excuses moest aanbieden.

### Gebruik in Irak
- (en)  VS geeft gebruik napalm in Irak toe - 10 augustus 2003
- (en)  VS loog tegen Verenigd Koninkrijk over het gebruik van napalm in Irak - The Independent - 17 juni 2005